# Tout s'accélère
Pour plus de détails, voir Fiche technique et Distribution.
Tout s'accélère est un documentaire français réalisé par Gilles Vernet et sorti le 20 avril 2016 en France.

## Synopsis
Gilles Vernet est un ancien opérateur de marché (trader) devenu instituteur. Sa classe de CM2 s'interroge sur l'accélération du monde.

### Thèmes abordés par le film
- Croissance économique
- Croissance exponentielle
- Temps

## Fiche technique
- Réalisation : Gilles Vernet
- Langue : français
- Format : couleur
- Genre : documentaire
- Durée : 80 minutes
- Date de sortie : 20 avril 2016 en France.

## Distribution
Intervenants « experts » :
- Nicole Aubert
- Jean-Louis Beffa
- Nicolas Hulot
- Étienne Klein
- Hartmut Rosa

## Distinctions
En 2019, le film est sélectionné pour le Prix du Public du Greenpeace Film Festival.